# Kloster St. Martin (Kaiserslautern)
Das Kloster St. Martin war ein Franziskanerkloster in Kaiserslautern.

## Geschichte
Im Jahre 1284 erfolgte die Genehmigung für den Bau eines Klosters des 1210 gegründeten Franziskanerordens in Kaiserslautern durch König Rudolf von Habsburg. Die Klosteranlage wurde 1290 direkt an der Stadtmauer errichtet.
Etwa zehn Jahre später wurde sie um ein Gotteshaus im gotischen Stil nach Art der Bettelordenskirchen erweitert, die heutige Martinskirche. 
Nach der Auflösung des Klosters 1538 wurde die Kirche profaniert. Die Stadt erhielt die Verfügungsrechte über die Gebäude. In der Reformation, die 1554–1556 in Kaiserslautern eingeführt wurde, trat die Stadt zum Calvinismus über.
1634 wurde nach dem Sieg der kaiserlichen Truppen wieder ein Franziskanerkonvent eingerichtet. 1628 trat die Stadt zum Katholizismus über. 1629 baute man das Treppentürmchen an der Ostseite.
1652 wurde das Kloster erneut aufgehoben, danach machte man die Kirche zum städtischen Zeughaus. Dazu wurde – wie man noch heute anhand der zugemauerten Fenster und Türen an der Front zur Klosterstraße erkennt – das Langhaus in zwei Stockwerke geteilt und die Chorfenster im unteren Teil zugemauert. Nach 1666 diente die Kirche dem Herzog von Simmern als Reithalle.
1688 gaben die französischen Besatzungstruppen die Kirche an die Franziskaner zurück. 
Nach der Französischen Revolution wurde das Kloster erneut aufgelöst, seit 1803 ist die Martinskirche katholische Pfarrkirche. Die Klostergebäude wurden 1817 abgerissen, Spuren vom Kreuzgangdach sind an der Südseite der Kirche noch zu sehen. Zwischen 1825 und 1845 gab es immer wieder Berichte über Schäden durch Risse. Das Gewölbe begann sich von den Außenmauern zu lösen. Als Ursache wurde der unsachgemäße Abriss der Klostergebäude ausgemacht, außerdem war der Dachreiter zu schwer. Damals wurden Zugstangen im Chorraum eingefügt. 1856 musste der bei einem Brand zerstörte Dachreiter ersetzt werden. 1936 wurde die Kirche umfassend saniert. 1967 wurde das Dach neu gedeckt und der Dachreiter standfester eingefügt. Als die statischen Probleme in den kommenden Jahren jedoch immer größer wurden und sich die Mauern um bis zu 24 cm verschoben, mussten die gesamten Fundamente, die sich im Lauf der Jahrhunderte gesenkt hatten, in den 70er Jahren abschnittsweise erneuert werden. Das Mauerwerk wurde durch Zementleim, der über dünne Schläuche eingepresst wurde, stabilisiert.